# Stromanthe tonckat
Espèce
Classification phylogénétique
Synonymes
- Maranta angustifolia Sims
- Maranta tonckat Aubl. - Basionyme[1]

Stromanthe tonckat est une espèce de plantes à fleurs de la famille des Marantaceae. C'est une plante herbacée néotropicale. 

## Histoire naturelle
En 1775, le botaniste Aublet propose la diagnose suivante : 

« MARANTA (Tonckat) radice nodosâ.
 Arundaſtrum Tonckat sett an. Rumph. Amboin 4. p. 22. t. 7 . »

« Cette eſpèce croît dans les terreins humides de File de Caïenne & de la Guiane. Elle ſert a faire des corbeilles & des pagaras, eſpèce de paniers dans leſquels les Caraïbes renferment leurs petits meubles. »

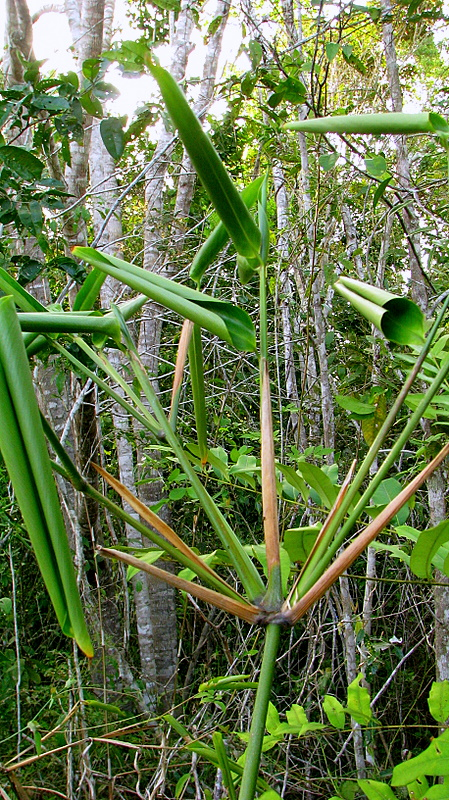
Pied isolé de Stromanthe tonckat dans l'État de Bahia au Brésil
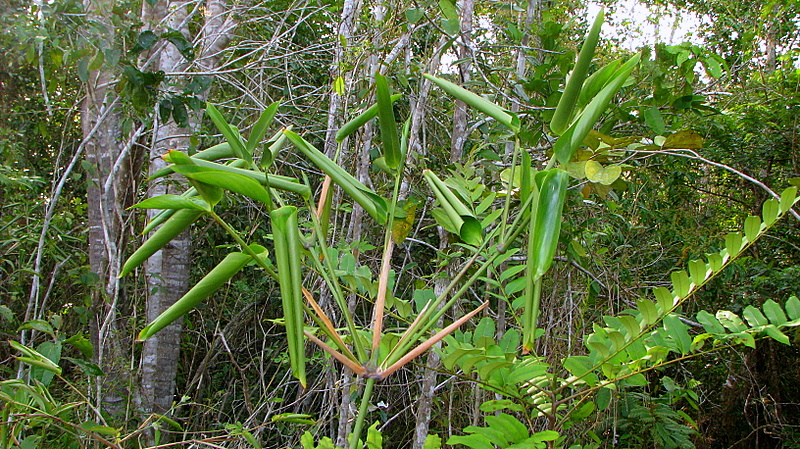
Feuillage de Stromanthe tonckat
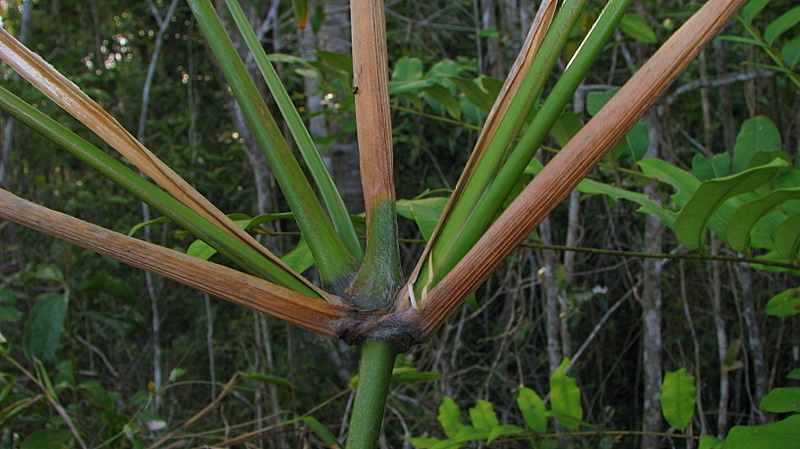
Ramification de Stromanthe tonckat
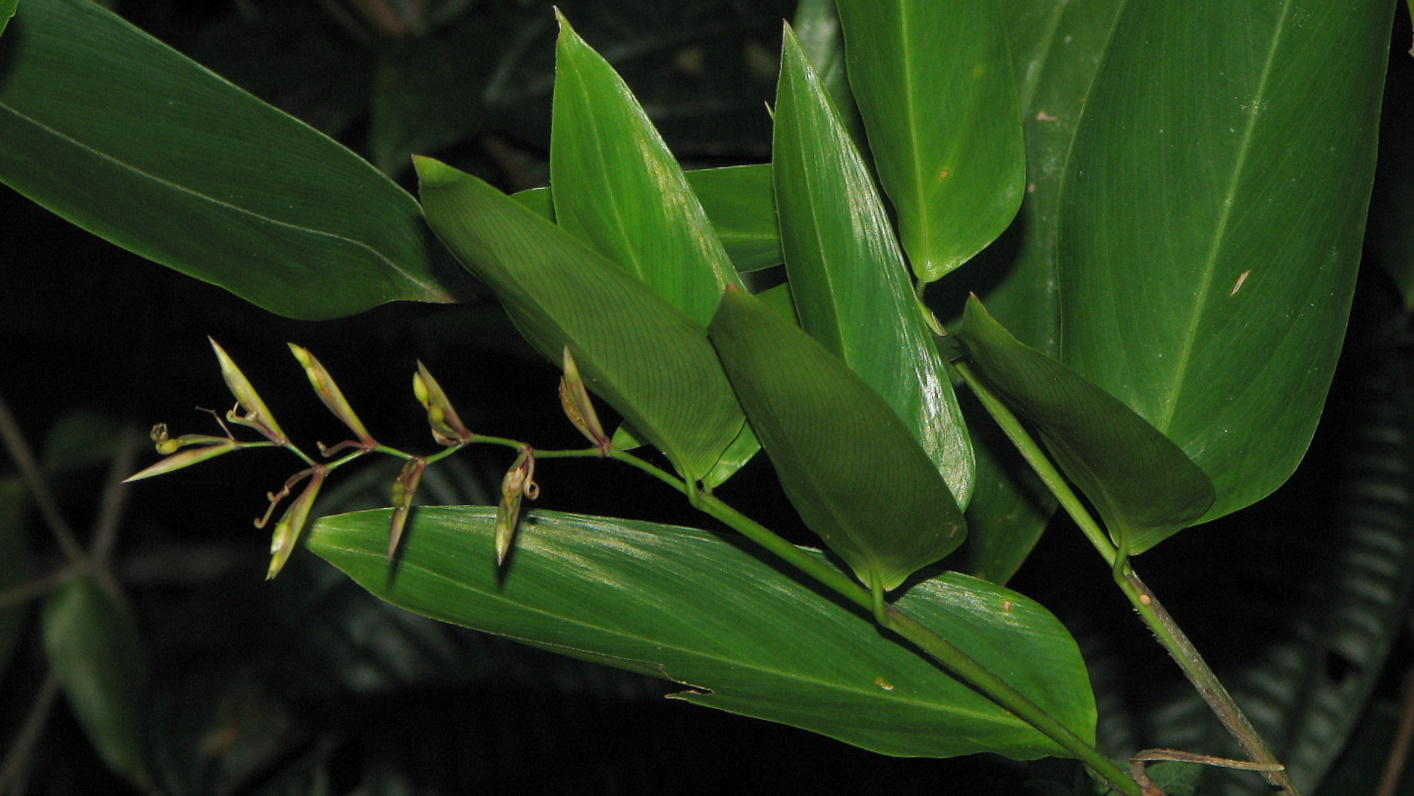
Inflorescence de Stromanthe tonckat
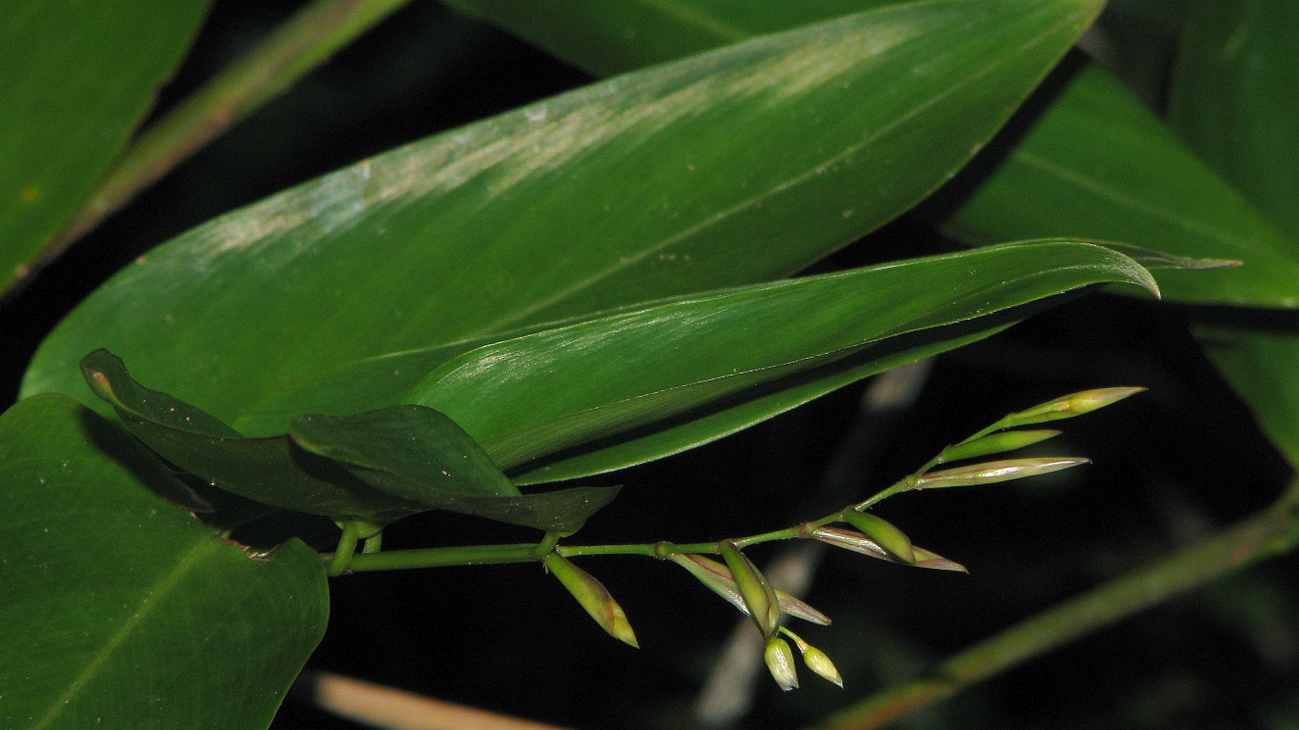
Inflorecence de Stromanthe tonckat
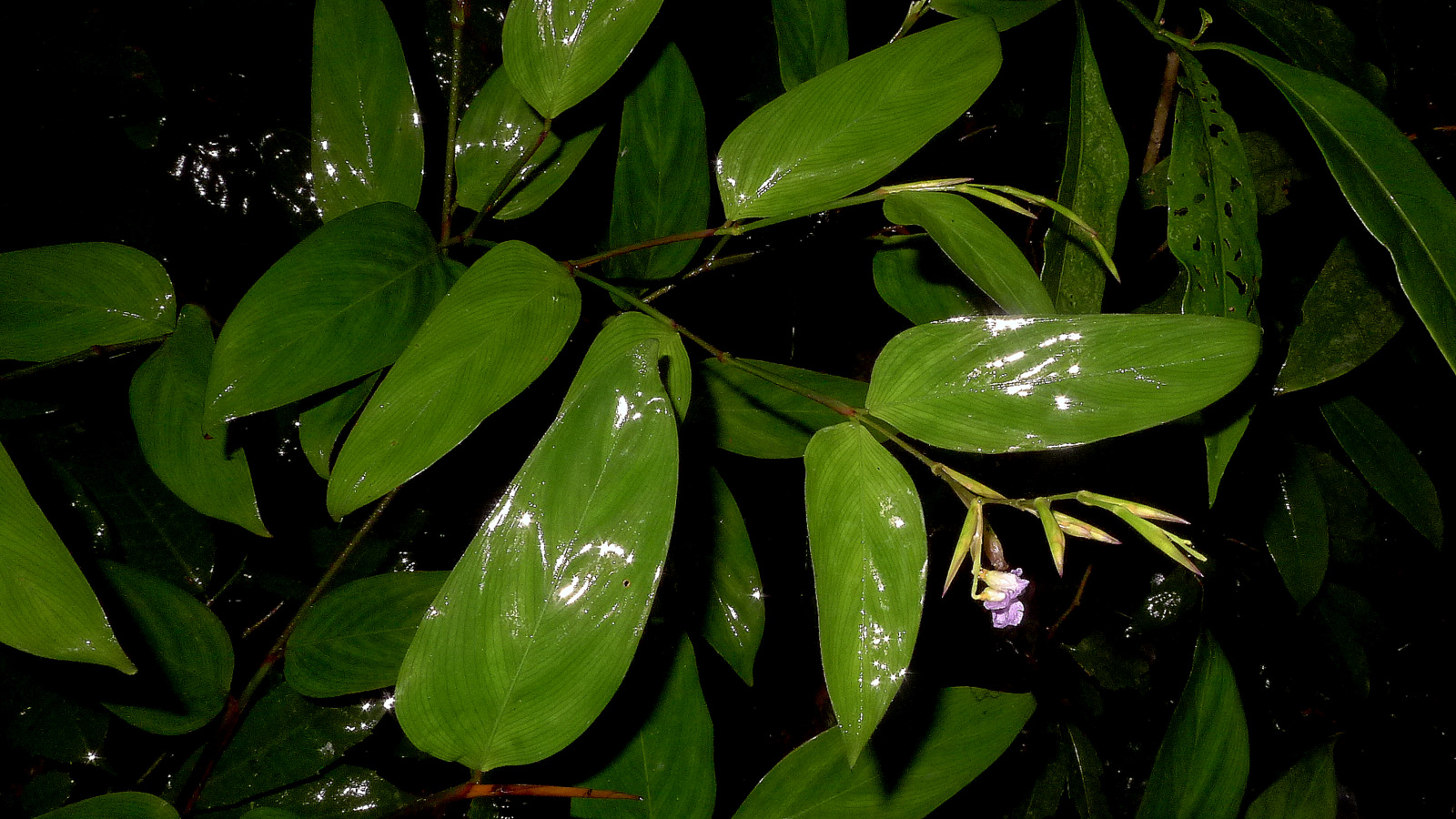
Inflorescence de Stromanthe tonckat
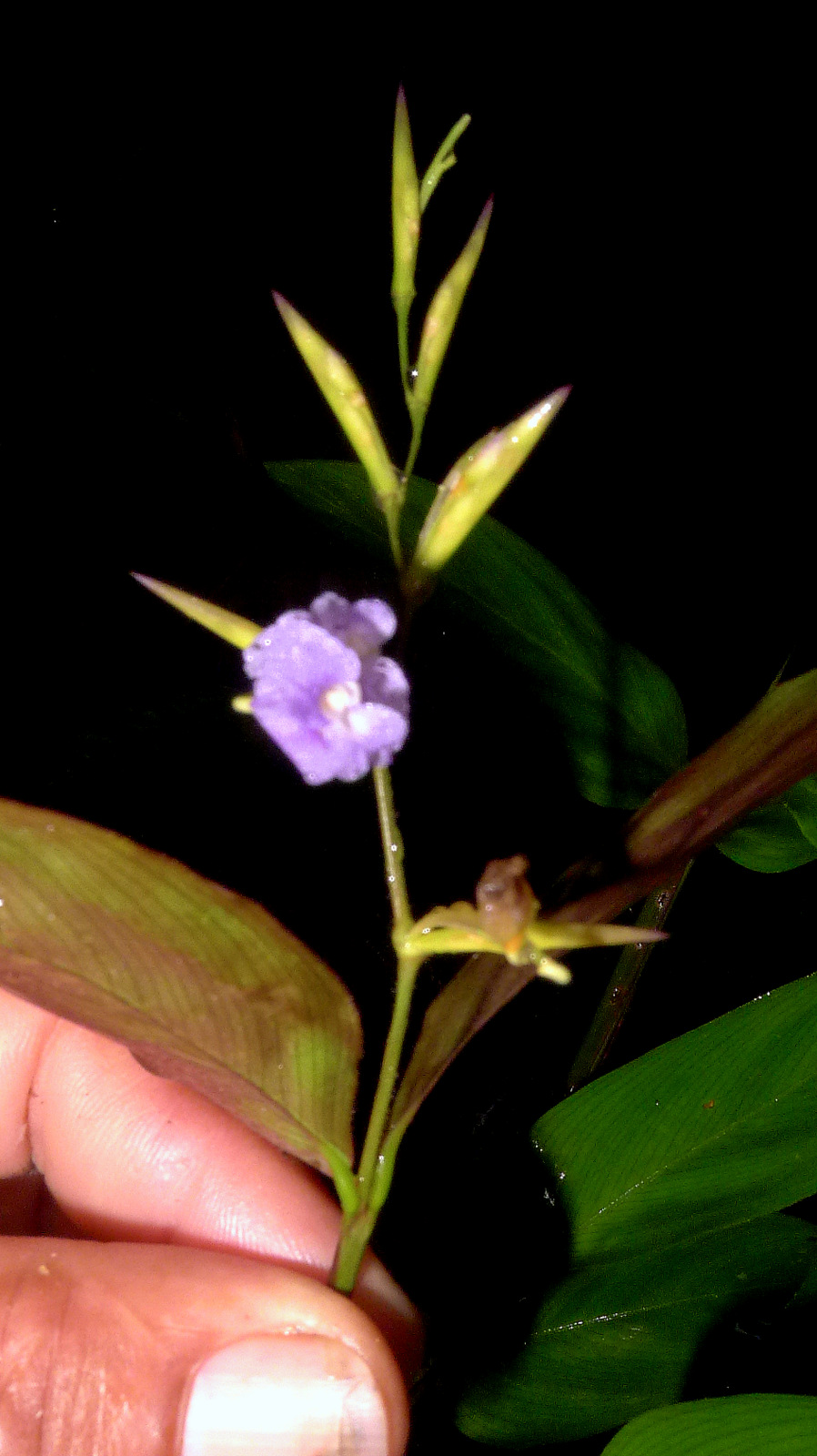
Inflorescence de Stromanthe tonckat
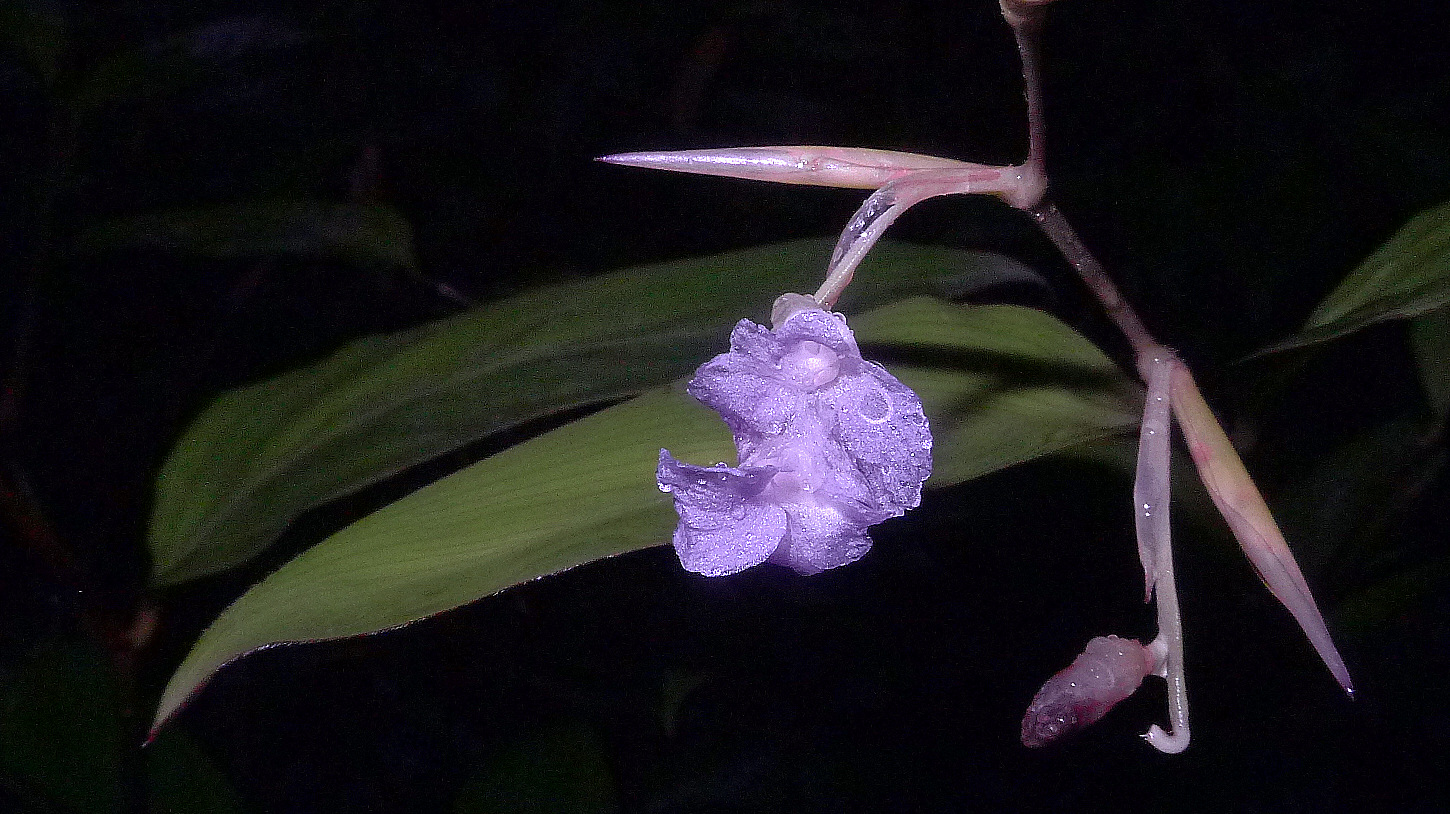
Fleur de Stromanthe tonckat
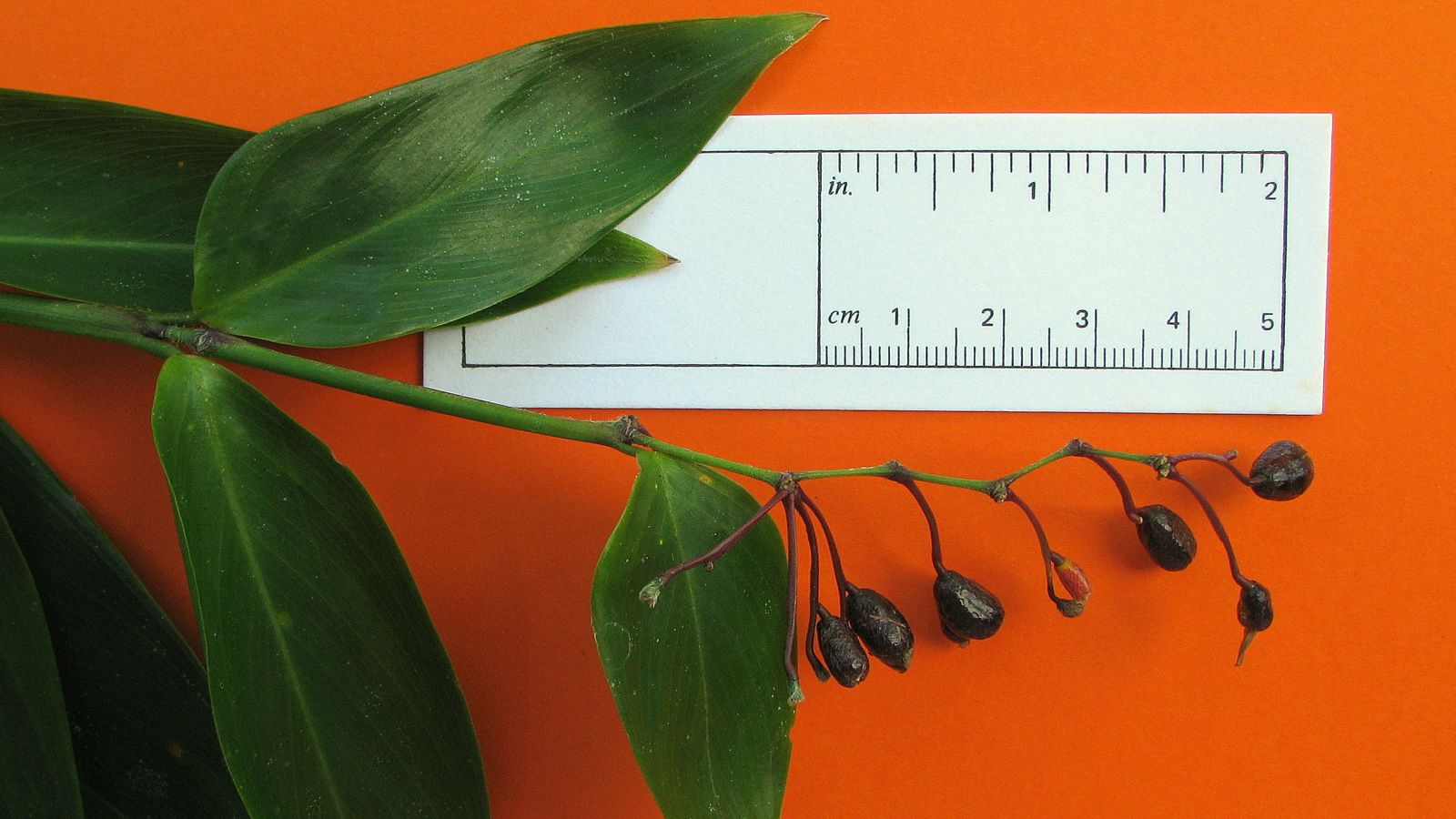
Infrutecence de Stromanthe tonckat
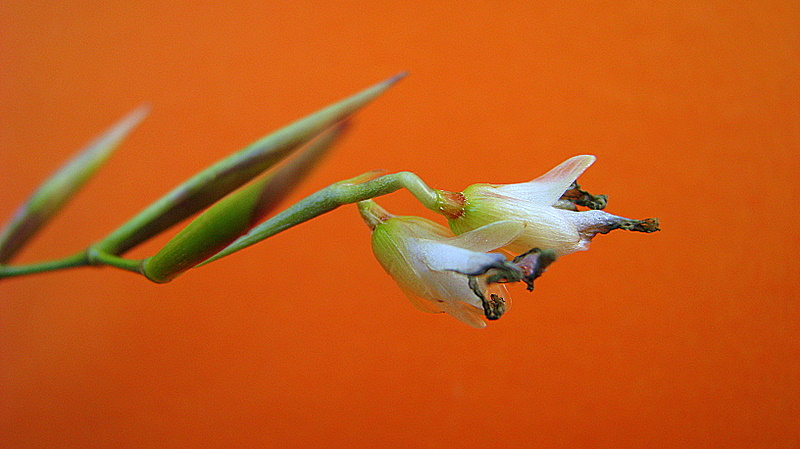
Fleurs de Stromanthe tonckat
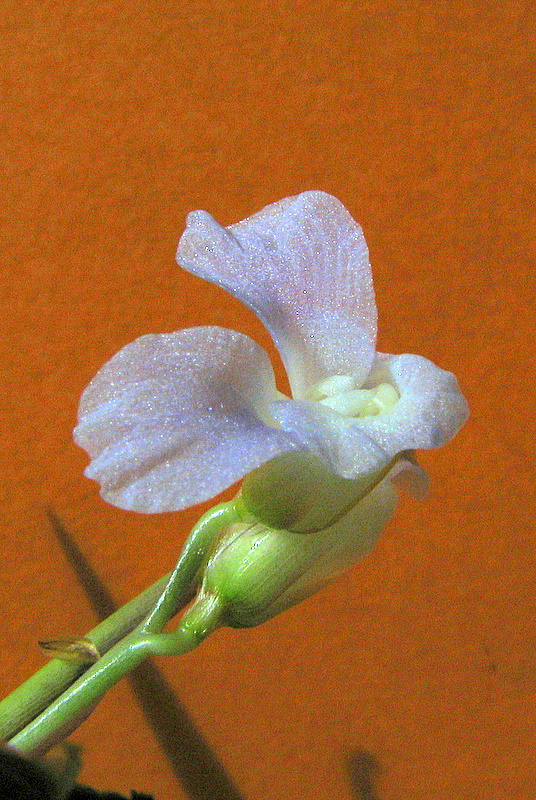
Fleur de Stromanthe tonckat
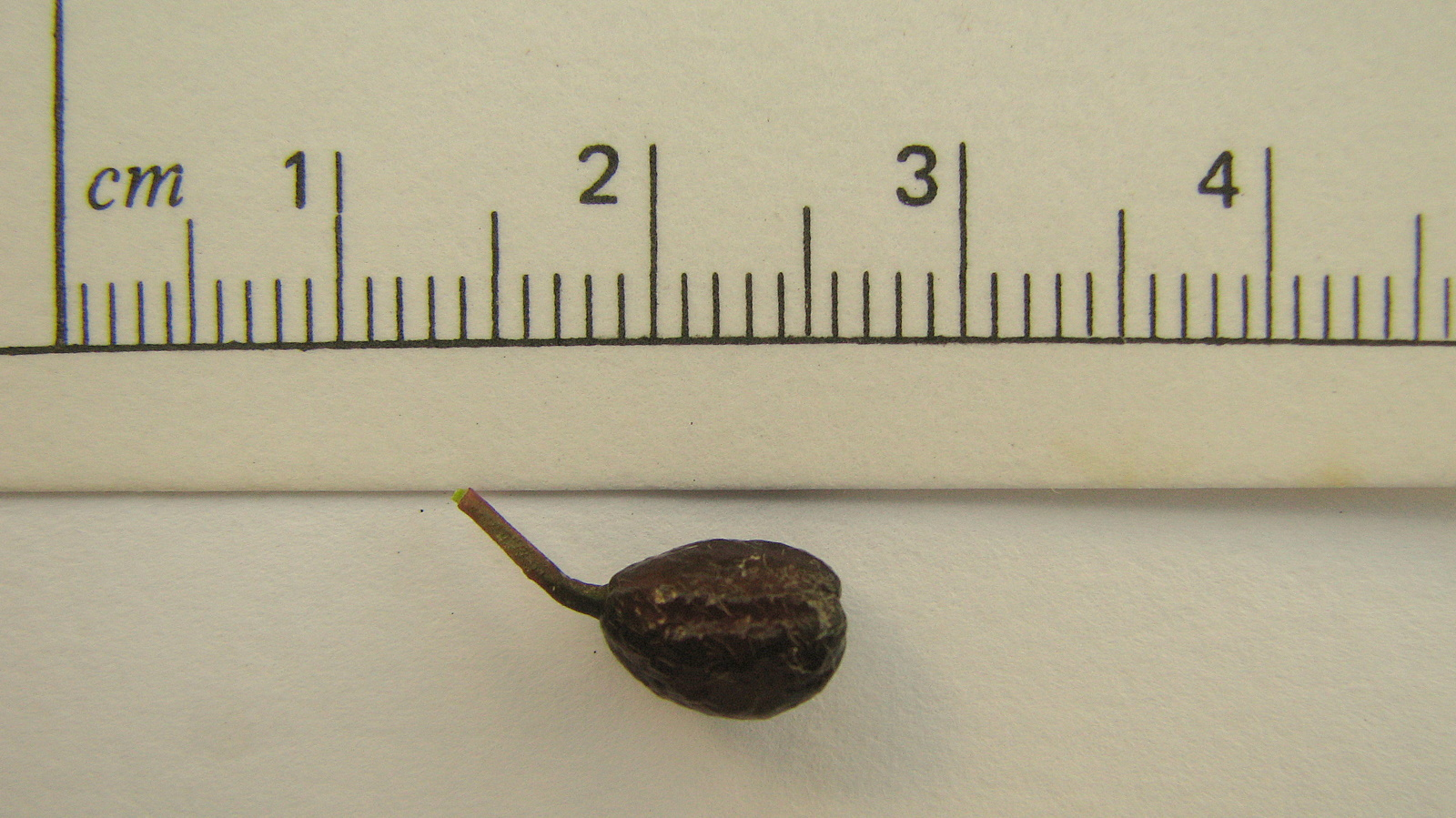
Fruit de Stromanthe tonckat
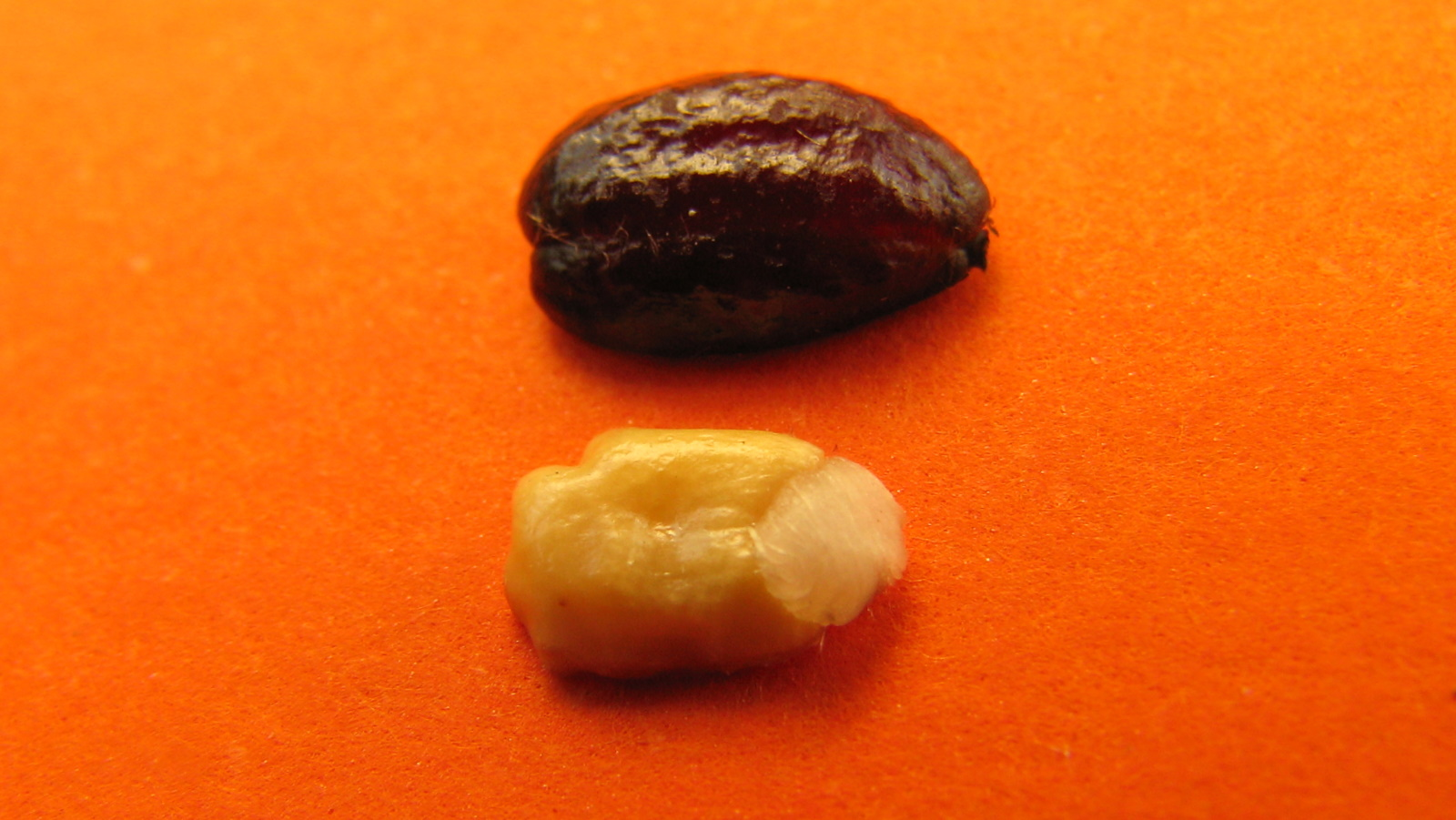
Fruit et graine de Stromanthe tonckat
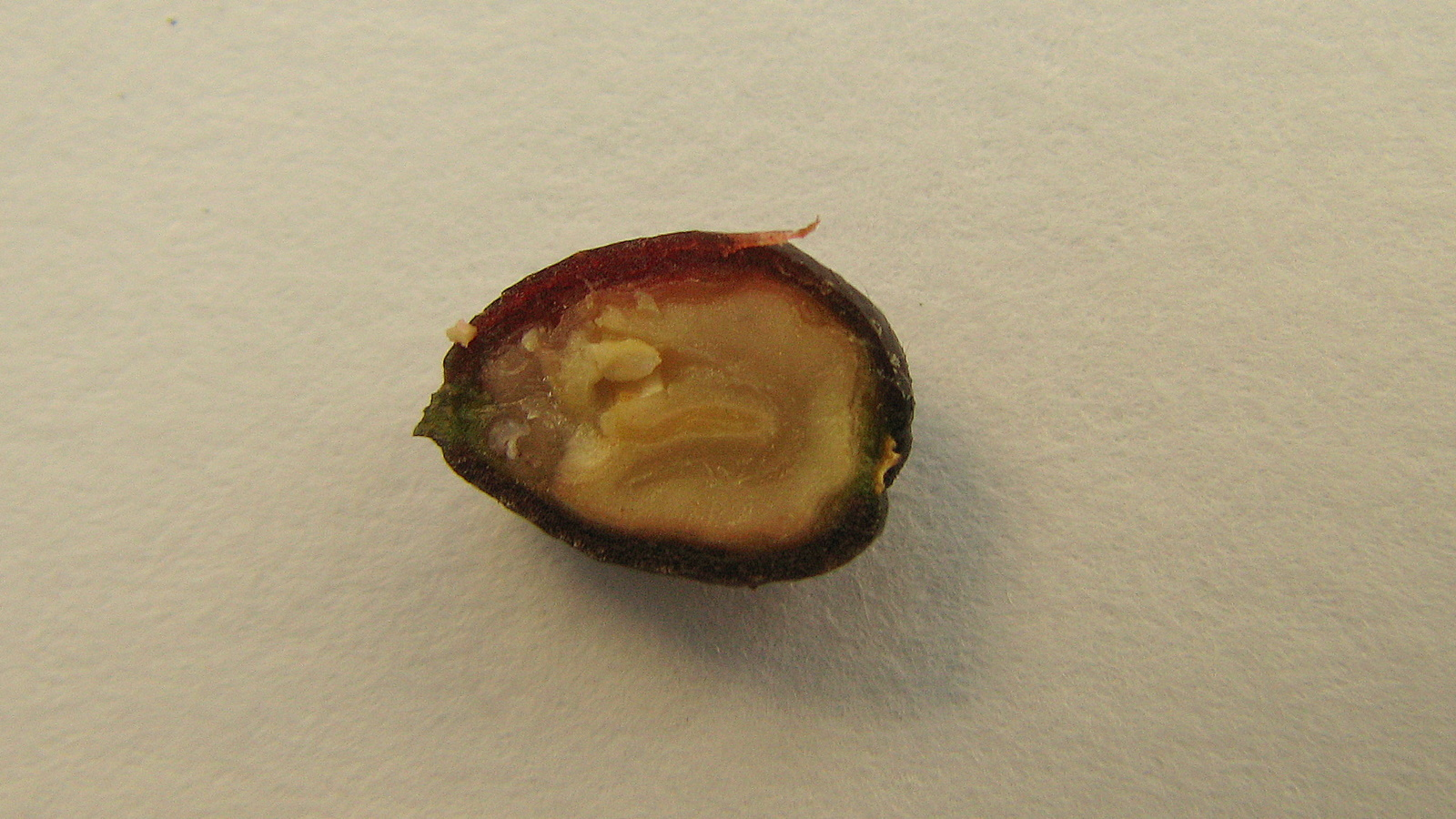
Graine de Stromanthe tonckat